# Nautilus (sottomarino 1800)

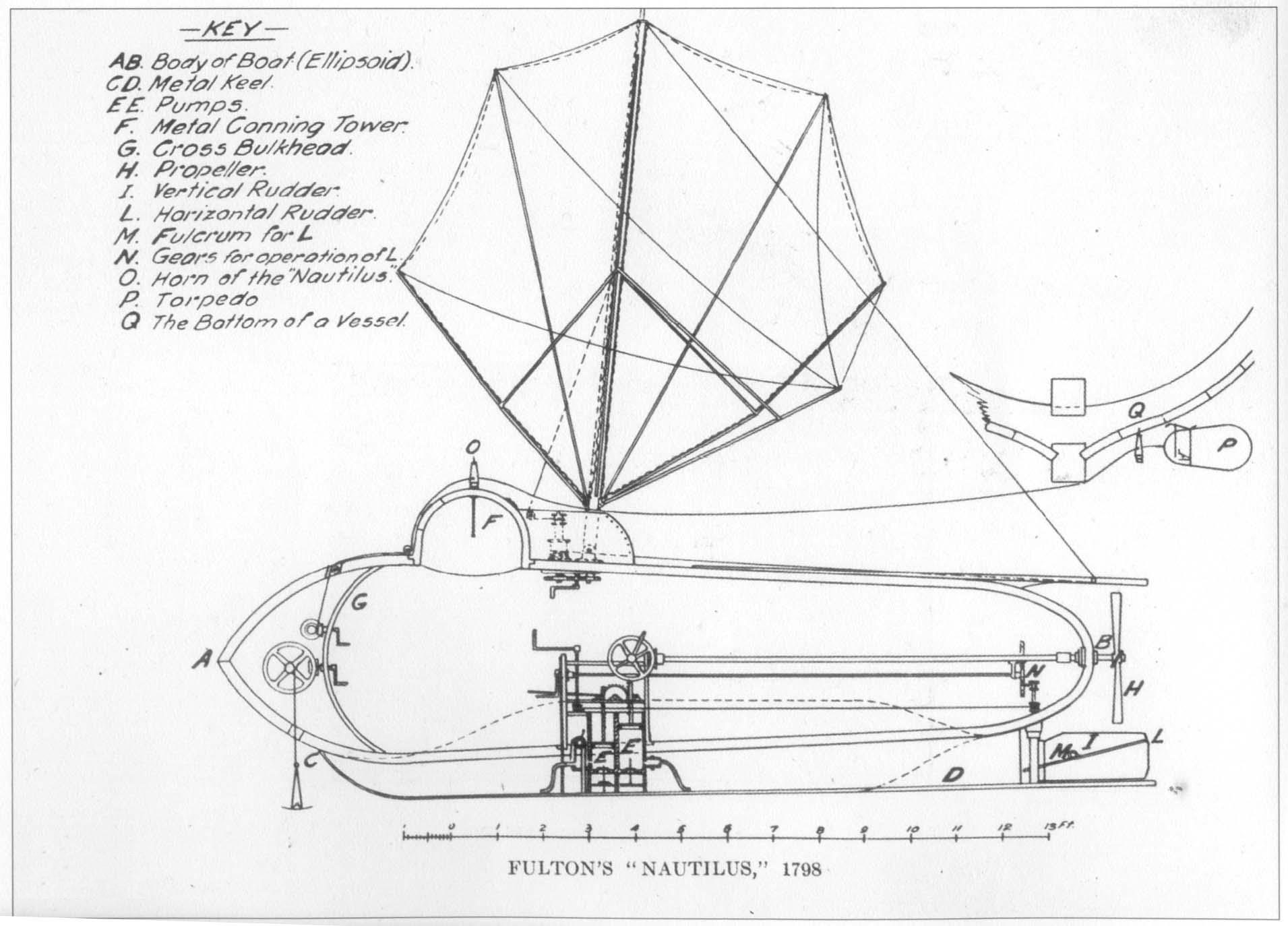
Il Nautilus (1800).

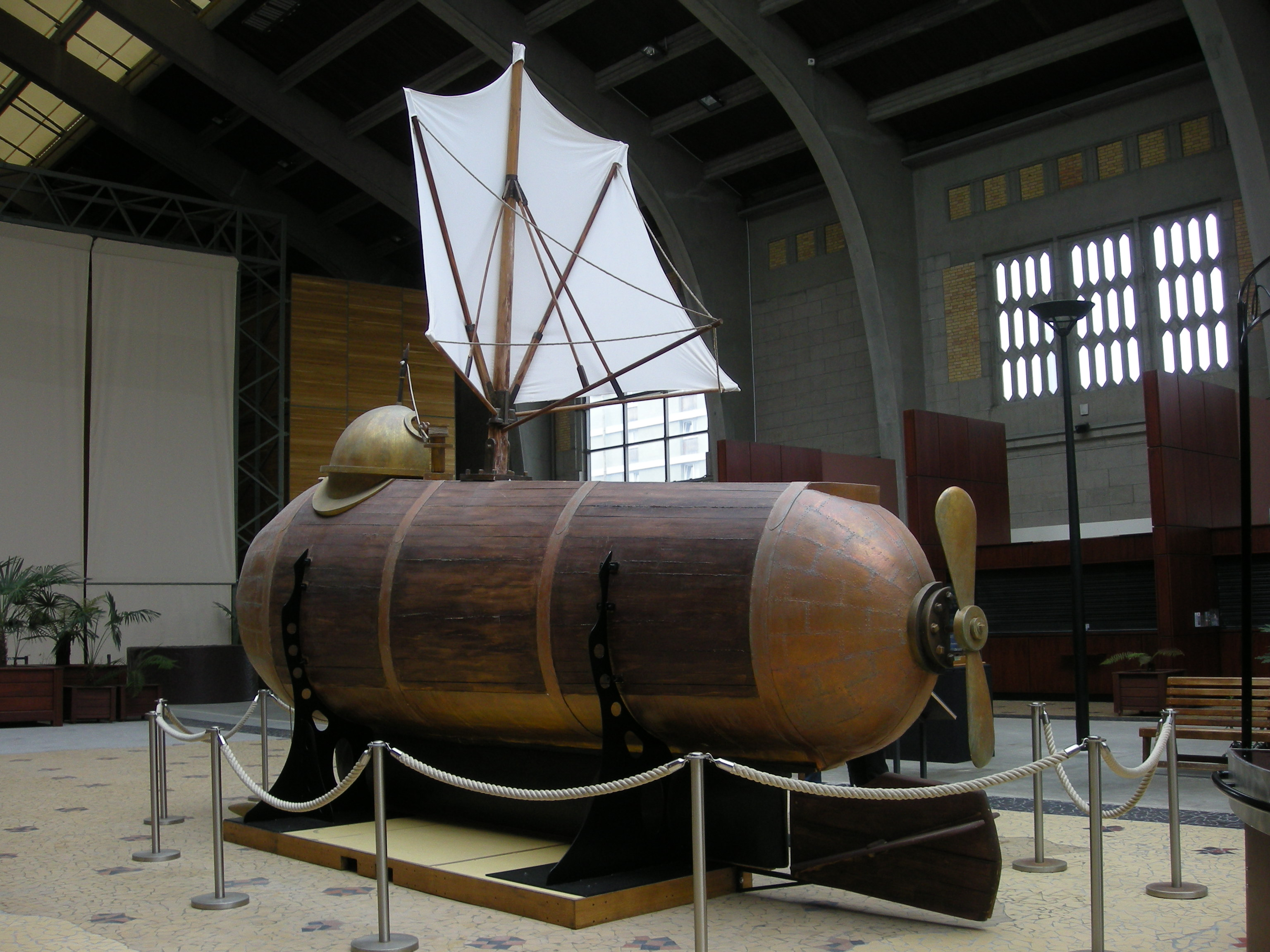
Replica del Nautilus

Il Nautilus fu il primo sommergibile funzionante.
Venne commissionato da Napoleone e progettato dall'inventore statunitense Robert Fulton, che all'epoca viveva in Francia. Varato nel 1800 era costituito da fogli di rame con una struttura in ferro, era lungo 6,5 m con una torretta di comando per l'osservazione. Usava timoni per il controllo del movimento verticale e orizzontale (gli antenati dei moderni timoni di profondità) e dei serbatoi di aria compressa per dare all'equipaggio, di quattro persone, un'autonomia di sei ore. Sott'acqua il Nautilus veniva spinto da un propulsore a quattro pale fatto girare a mano. In superficie la spinta era fornita da un albero pieghevole che veniva alzato dal vascello e su cui veniva innalzata una vela.
Il Nautilus venne testato in Francia nel 1800-1801 quando Fulton e tre meccanici discesero fino ad una profondità di 8 m utilizzando dei serbatoi di galleggiamento. Il Nautilus affondò uno schooner usando una carica di polvere da sparo trainata fino al bersaglio, che Fulton chiamò "torpedo" (dal nome della razza elettrica). Comunque, i francesi non rimasero impressionati dalle sue prestazioni e sospesero i fondi a Fulton nel 1804.
Fulton portò il Nautilus nel Regno Unito ed affondò un brigantino da 300 t nel 1805, ma anche la Royal Navy non fu interessata al vascello.